# Arena Naucalpan
Arena Naucalpan är en inomhusarena för lucha libre, en mexikansk variant av fribrottning. Anläggningen är belägen i Naucalpan de Juárez, strax väst om Mexico Citys stadskärna. Den är trots dess förhållandevis ringa storlek en av de viktigaste arenorna för lucha libre, tack vare dess anrika historia och särskilda karaktär.

## Historik
Planerna på att bygga arenan påbörjades redan på 1960-talet, när platsen bestod av en mindre arena med namn KO Al Gusto. Arenan invigdes dock officiellt först den 17 september 1977. Platsen där arenan står idag har även en historia med brandkåren och polisen, eftersom de mellan 1965 och 1967 lånade ut sina lokaler för fysisk träning av sina anställda.
Arenan ägs av bröderna César och Marco Moreno, söner till den ursprungliga ägaren och entreprenören Adolfo Moreno som avled 2007. Deras syster Ivannia som också var involverad i företagandet avled i oktober 2022, 38 år gammal.
Legendariska brottare som El Santo, Huracán Ramirez, El Cavernario Galindo, Mil Máscaras, Dos Caras och André the Giant har brottats i arenan. Arena Naucalpan har också sett mängder av Lucha de apuestas-matcher. Bland annat vann Místico till sig Black Warriors hår under en sådan match den 23 juli 2017. Den 1 mars besegrades Dr. Cerebro av El Hijo del Santo i en mask mot mask-match, en annan klassisk match i arenan där Dr. Cerebro tvingades ta av sig masken och avslöja sin identitet. Matchen TV-sändes senare. I december följande år tog Santo även Scorpio Jr.:s hår vid arenans 25-årsjubileum.

## Användning och läge
Arena Naucalpan används flera gånger i veckan av Grupo Internacional Revolución (IWRG), Mexikos tredje största fribrottningsförbund. Oftast sker evenemang både på torsdagar och söndagar. Mer sällan har även andra förbund tillgång till arenan. Den officiella kapaciteten, det vill säga antalet stolar, är 2 400. Det är dock inte ovanligt att man släpper in många fler vid stora evenemang.
Arena Naucalpans jubileumsevenemang inträffar alltid i slutet av december.
Adressen till arenan är Calle Jardín 19, Naucalpan Centro.  Närmsta tunnelbanestation är Cuatro Caminos, ändhållplats för flera linjer; det finns dock planer på att bygga ut minst en linje till Naucalpan.